# Поллутри
Поллутри (итал. Pollutri) — коммуна в Италии, расположена в регионе Абруццо, подчиняется административному центру Кьети.
Население составляет 2345 человек, плотность населения составляет 90 чел./км². Занимает площадь 26 км². Почтовый индекс — 66020. Телефонный код — 0873.
Покровителем города считается святитель Николай Чудотворец, празднование 6 декабря.